# Nyval
Nyval, extra val eller extraval är val som hålls då ett parlament upplösts. Val hålls då innan den ordinarie mandatperioden är slut. Ofta sker ett nyval då regeringen har förlorat en förtroendeomröstning och man inte lyckas bilda ny regering. Beroende på vem som har rätt att upplösa parlamentet eller att utlysa nyval kan nyval anordnas också av andra orsaker.
Det nyvalda parlamentet sitter (om inte ytterligare nyval utlyses) antingen tills mandatperioden efter det ordinarie valet har tagit slut eller, som i Storbritannien och Danmark, en full mandatperiod efter nyvalet. Detta senare är i praktiken detsamma som rörliga mandatperioder, och i länder med detta system är det vanligt att regeringschefen begär att nyval hålls, vilket i praktiken är detsamma som ett tidigarelagt ordinarie val, vid en för regeringschefen gynnsam tidpunkt.

## Sverige
I Sverige används inte begreppet nyval i Regeringsformen utan istället extra val, men i media används ofta begreppet nyval och sedan hösten 2014 extraval (skrivet som ett ord vilket återspeglar det vanliga uttalet och nu används t.ex. av TT). Att man använder begreppet extra val i grundlagen skall markera att valet är ett extrainsatt val, som inte påverkar när nästa ordinarie val inträffar. De riksdagsledamöter som väljs genom det extra valet, påbörjar alltså inte en ny fyraårig mandatperiod, utan sitter till nästa ordinarie val.
I Sverige är det regeringen som beslutar om att utlysa extra val. Ett extra val kan dock tidigast beslutas tre månader efter en nyvald riksdag hade sitt första sammanträde. Eftersom en nyvald riksdag i normalfallet samlas den femtonde dagen efter valdagen kan ett beslut om extra val fattas tidigast tre och en halv månad efter föregående val. En regering som har avgått, alltså en övergångsregering, får däremot inte besluta om extra val. Det extra valet skall hållas inom tre månader från beslutet. Regeringen bestämmer vilket datum valet skall hållas.. Om regeringen har beslutat om extra val, får talmannen på begäran av regeringen besluta att kammaren inte ska sammanträda under återstoden av valperioden.
Extra val genomförs också om riksdagen fyra gånger röstat ner talmannens förslag till statsminister. Sådant extra val genomförs inom tre månader. Talmannen bestämmer vilket datum valet skall hållas, efter att ha samrått med Valmyndigheten. Om ordinarie val ändå skall genomföras inom tre månader, utlyses däremot inget extra val.

### Extra val som utförts till Sveriges riksdag
Andrakammarvalet våren 1887, andrakammarvalet 27 mars 1914 och andrakammarvalet 1921 var alla extra val.
Enda gången under andra halvan av 1900-talet som ett extra val genomfördes i Sverige var andrakammarvalet 1958. 

### Regeringskrisen 2014
Statsminister Stefan Löfven meddelade 3 december 2014 att regeringen avsåg utlysa ett extra val till 22 mars 2015. Beslutet om extra val kunde enligt lagen tidigast fattas den 29 december. Den 27 december 2014 avblåstes det extra valet, eftersom regeringen och de fyra borgerliga allianspartierna hade ingått Decemberöverenskommelsen och därigenom möjliggjort för regeringen att framöver få igenom sin budget i riksdagen och därigenom kunna styra landet. Vikarierande partiledare Mattias Karlsson för SD bekräftade senare att SD tänkte lämna in ett yrkande om misstroendeförklaring mot regeringen. Även det tidigare språkröret för Miljöpartiet, Peter Eriksson, sade i en intervju att detta var en farlig väg att ta med tanke på den svenska demokratin.

### Extra val i kommuner och regioner
År 2011 infördes möjligheten till extra val även i kommuner och regioner. Bestämmelser om extra val finns i Kommunallagen. Beslut om extra val fattas av kommunfullmäktige respektive regionfullmäktige, och kräver beslut med kvalificerad majoritet med två tredjedelar av rösterna. Ett extra val kan tidigast beslutas sex månader efter ett nyvalt fullmäktige hade sitt första sammanträde. Fullmäktige bestämmer vilket datum valet skall hållas, efter att ha samrått med Valmyndigheten och länsstyrelsen.